# Българско училище „Любен Каравелов“ (Блекбърн)
Българското училище „Любен Каравелов“ е училище на българската общност в град Блекбърн, Англия. Негов патрон е Любен Каравелов. Създадено е през септември 2023 г. В него се обучават деца в детска група „Смехотворчета“ (на четири години), предучилищна група „Звънче“ (на пет-шест години), начални класове (в първи-четвърти клас), прогимназиални и гимназиални класове. Извънкласните дейности включват работилница „Родолюбие“, клуб „Малките артисти“, клуб „Млад журналист“, фолклорна група „Хорце“.